# パンチョ・ドミンゴス
もしかして
- パンチョ・デミングス

ではありませんか？